# Număr întreg
Numerele întregi sunt o mulțime compusă din numerele naturale {1, 2, 3, 4, ...}, împreună cu negativele acestora {−1, −2, −3, −4, ...} și cu numărul zero. Mulțimea numerelor întregi se notează de obicei cu Z (Z îngroșat) sau {\displaystyle \mathbb {Z} }, care provine de la cuvântul german Zahlen, „numere”.

## Ordonare
Mulțimea numerelor întregi este total ordonată într-o succesiune (șir): ... < −3 < −2 < −1 < 0 < 1 < 2 < 3 ... .
În acest șir este vorba de toate numerele pozitive {1, 2, 3, ...},  numere nenegative {0, 1, 2, 3, ... }, numere negative {... −3, −2, −1}, numere nepozitive {... −3, −2, −1, 0}. Ordonarea numerelor întregi într-o succesiune face posibilă compararea lor, unul cu celălalt, două câte două.
Ordonarea se poate vizualiza utilizând o reprezentare geometrică prin puncte pe o dreaptă numită axa numerelor.

## Utilizare
Numerele întregi se întâlnesc în practică peste tot, de exemplu la exprimarea valorilor numerice ale mărimilor: temperaturi (3 K; −12 °C), altitudine față de nivelul mării (2544 m; −312 m = 312 m sub nivelul mării) și multe altele.

## Plus (+) și minus (−)
Dacă numărul este precedat de simbolul „+” se spune că numărul întreg este pozitiv, iar dacă este precedat de simbolul „−” se spune că numărul întreg este negativ. De obicei semnul „+” din fața numerelor întregi pozitive se poate omite la scris. Simbolurile „+” și „−” se mai numesc și semne (aritmetice).

## Valoarea absolută a unui număr întreg; opusul unui număr întreg
Valoarea absolută a unui număr întreg, numită și modulul numărului, reprezintă distanța de la origine până la poziția acestuia pe axa numerelor. Modulul numărului {\displaystyle x} se notează {\displaystyle |x|} și este definit astfel:
{\displaystyle |x|={\begin{cases}x&{\mbox{, }}x\geq 0,\\-x&{\mbox{, }}x<0.\end{cases}}}
Exemple: |−1| = 1, |−1 000 000| = 1 000 000, |3| = 3.
Două numere întregi diferite care au același modul se numesc numere „opuse”. Suma lor este elementul neutru al adunării, originea axei numerelor.
Exemple: −7 și 7; 3 și −3; −1 și 1.
Valoarea absolută sau modulul unui număr pozitiv este numărul însuși, iar valoarea absolută a unui număr negativ este opusul lui.
Dintre două numere întregi, pe axa numerelor, întotdeauna cel mai mic se află la stânga.

## Operații cu numere întregi
Din punct de vedere algebric, mulțimea numerelor întregi este un inel comutativ față de adunare (operația principală) și înmulțire (operația secundară).
Inelul numerelor întregi prezintă aplicații deosebite în teoria numerelor.
Spre deosebire de adunarea numerelor naturale, adunarea numerelor întregi are proprietatea existenței unui element opus pentru fiecare număr.